# Grevillea leptopoda
Grevillea leptopoda es una especie de arbusto  del gran género  Grevillea perteneciente a la familia  Proteaceae. Es originaria de Australia Occidental, cerca de Geraldton. Se la considera una especie poco conocida.

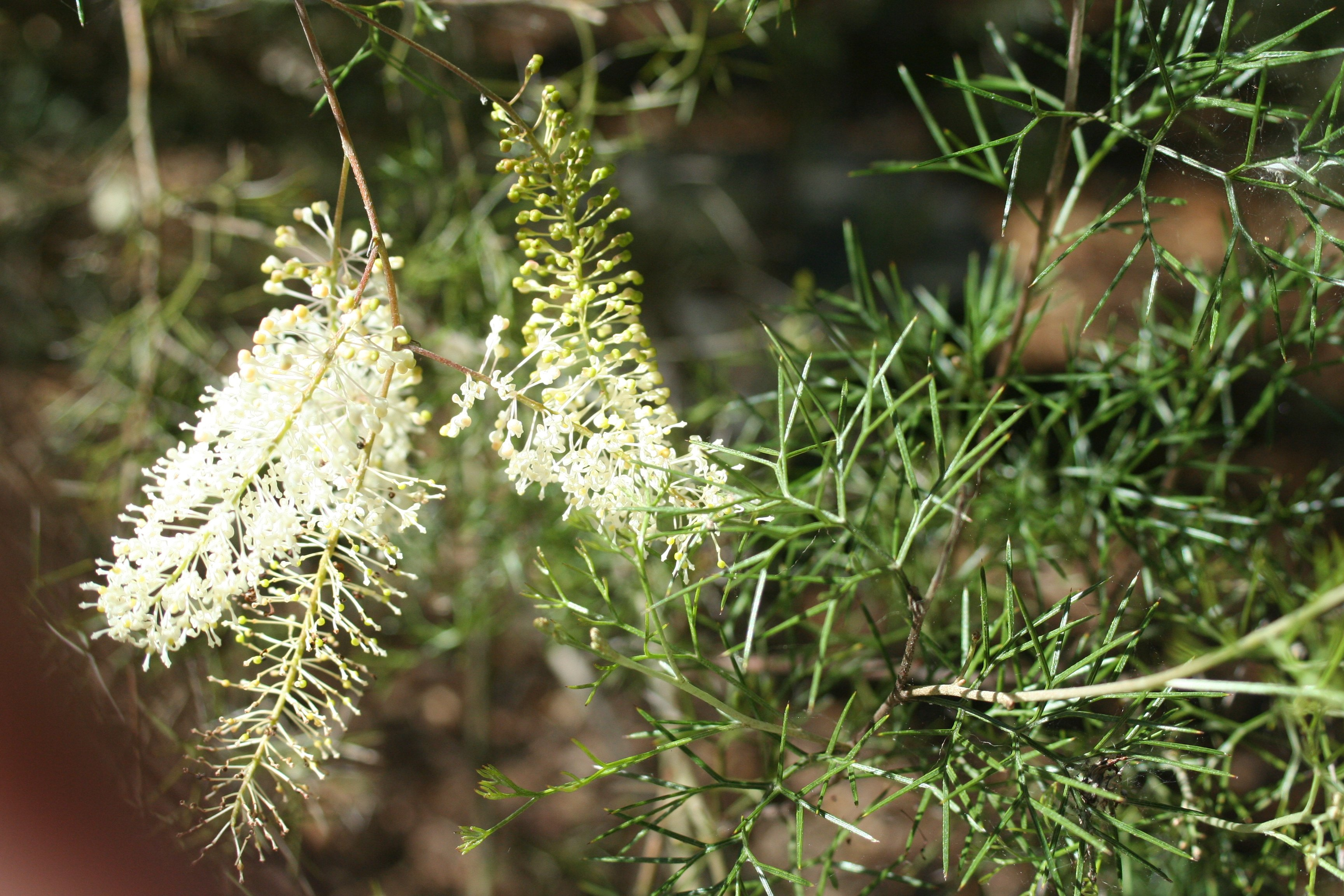
Flores y hojas.

## Descripción
Es un arbusto postrado o erecto que alcanza un tamaño de 0.6-1.5 m de altura, que tiene las flores de color blanco crema y las hojas son puntiagudas.

## Taxonomía
Grevillea leptopoda fue descrita por Donald McGillivray y publicado en New Names Grevillea 8. 1986.
Etimología
Grevillea, el nombre del género fue nombrado en honor de Charles Francis Greville, cofundador de la Royal Horticultural Society.
leptopoda: epíteto latíno que significa "delicada y estrecha"